# 特定化学物質作業主任者
特定化学物質作業主任者（とくていかがくぶっしつさぎょうしゅにんしゃ）は、労働安全衛生法に定められた作業主任者(国家資格)のひとつであり、特定化学物質及び四アルキル鉛等作業主任者技能講習を修了した者の中から事業者により選任される。
また、主任者となるための技能講習を修了した者すなわち資格取得者のこと、あるいは資格そのものを指すこともある。

## 概要
特定化学物質による汚染から作業員を守るための監督等を行う。必置資格。
作業主任者は、作業が行なわれる現場において、労働者の指揮、保護具の使用状況の監視等の職務を遂行しなければならないものであり、交替制の場合、作業主任者は、各直ごとに選任する必要がある（昭和47年12月23日基発第799号）。

### 変遷
- 2006年3月31日以前（旧制度）の作業主任者の呼称は「特定化学物質等作業主任者」、技能講習の名称は「特定化学物質等作業主任者技能講習」であり、その修了者は現行制度下では特定化学物質作業主任者、石綿作業主任者に選任されることができる。改めて石綿作業主任者技能講習を受講する必要はない。
- 2006年4月1日以降（現行制度）の作業主任者の呼称は「特定化学物質作業主任者」、技能講習の名称は「特定化学物質及び四アルキル鉛等作業主任者技能講習」であり、その修了者は特定化学物質作業主任者、四アルキル鉛等作業主任者に選任されることができる。旧制度と異なり石綿作業主任者に選任される資格は付与されないため、それを希望する場合は石綿作業主任者技能講習を受講しなければならない。

| 講習名                         | 作業主任者   | 作業主任者     | 作業主任者 | 備考                           |
| ------------------------------ | ------------ | -------------- | ---------- | ------------------------------ |
| 講習名                         | 特定化学物質 | 四アルキル鉛等 | 石綿       | 備考                           |
| 特定化学物質及び四アルキル鉛等 | ○            | ○              | ×          | 新制度                         |
| 旧・特定化学物質等             | ○            | ×              | ○          | 旧制度                         |
| 旧・四アルキル鉛等             | ×            | ○              | ×          | 旧制度                         |
| 石綿                           | ×            | ×              | ○          | 新制度。旧特化物等講習から独立 |

### 対象となる特定化学物質
労働安全衛生法施行令第6条18号及び同施行令別表第三
「特定化学物質」の項を参考のこと。

## 受講資格
- 制限なし。（ただし18歳に満たないものは特定化学物質業務での就労や、作業主任者として選任できない。）

## 技能講習
実施の頻度は各都道府県により異なるため、都道府県労働局、労働基準監督署、都道府県労働基準協会などに問い合わせる必要がある。

### 講習科目
1. 特定化学物質による健康障害及びその予防措置に関する知識
2. 作業環境の改善方法に関する知識
3. 保護具に関する知識
4. 関係法令
5. 修了試験